# Kanton Bourg-en-Bresse-Est
Kanton Bourg-en-Bresse-Est (fr. Canton de Bourg-en-Bresse-Est) byl francouzský kanton v departementu Ain v regionu Rhône-Alpes. Skládal se pouze z východní části města Bourg-en-Bresse. Zrušen byl po reformě kantonů 2014.